# ラインハルト・ペータース
ラインハルト・ペータース（Reinhard Peters, 1926年4月2日 - 2008年6月4日）は、ドイツの指揮者。

## 略歴
マクデブルクに生まれる。
ベルリン高等音楽院でヴァイオリンとピアノを学び、パリでマルグリット・ロン、ジャック・ティボー、ジョルジェ・エネスク、アルフレッド・コルトーらの薫陶を受けた。
ベルリン国立歌劇場のコレペティトゥーアを経て1951年にブザンソン国際音楽祭の指揮者コンクールで優勝し、指揮者として活動するようになった。
1957年からライン・ドイツ・オペラの首席指揮者、1961年からミュンスター市立歌劇場の音楽監督、1970年からベルリン・ドイツ・オペラの首席指揮者を歴任。
1969年と1970年にグラインドボーン音楽祭に出演。
1975年から1979年までフィルハーモニア・フンガリカの首席指揮者を務めた。
1960年代末から度々来日し、1971年にはNHK交響楽団を振ってムスティスラフ・ロストロポーヴィチ独奏によるドミトリー・ショスタコーヴィチのチェロ協奏曲第2番の伴奏指揮を務めている。
1980年代末から新星日本交響楽団の客演常任指揮者となった。
ベルリンにて没。